# Astroblem
Astroblem (astro: zvijezda + grč. βλῆμα: rana) je udarni krater na Zemlji nastao padom manjega nebeskog tijela. Astroblemi su obično prekriveni mlađim geološkim slojevima pa ih se teško prepoznaje. Nađeno ih je više od stotine, promjera 1 do 100 kilometara.

## Astroblemi tektiti
I na Zemlju su padali planetoidi. No razmjerno malo ima kratera koji su slobodno izloženi i uočljivi. Takav je, na primjer, Đavolji kanjoj, meteoritni udarni krater u Arizoni. U promjeru ima 1 200 metara, dubok je 180 metara, a materijal mu je na rub nabačen 40 metara iznad okolne ravnice. Ukupno je pronađeno do stotinu kružnih i prstenastih tvorevina kojima se mjere kreću od nekoliko kilometara do više stotina kilometara, a nedvojbeno su ostaci udara iz svemira. Pretežno su sačuvani u starijim geološkim slojevima, kao što je kanadski štit ili euroazijska nizina. Veličina nekih astroblema usporediva je i s manjim Mjesečevim morima! Tako je i Hudsonov zaljev, luk kojega odgovara promjeru od 440 km, možda ostatak udarnog kratera. Udari planetoida morali su utjecati na geološki razvoj Zemljine kore; koliki je taj utjecaj, ima tek da se istraži. 
S astroblemima povezana je pojava tektita. To su staklasta tijela (grč. tektos: rastopljen) nalik meteoritima. Nalaze se na tlu, ali su sasvim drugog sastava nego što ga ima okolno tlo. Dimenzije su im od mikroskopskih do veličine lopte. Pretežni dio obujma otpada na staklasti silicijev dioksid. Po kemijskom sastavu slični su eruptivnoj stijeni andezitu, ali su za razliku od drugih stijena vrlo dehidrirani. Tamno su zeleni i smeđi i najrazličitijih oblika. No oblik im svjedoči da su se morali gibati atmosferom s velikom brzinom, od 6 do 11 km/s. Staklasta građa upućuje na to da su nastali brzim hlađenjem. Rješenje zagonetke njihova postanka dao je raspored njihova nalazišta. Uvijek su povezani s astroblemima. U sudaru nebeskog tijela i stijene dolazi do eksplozije, stijena se tali, a njeni odlomci u letu hlade. Dakle, i tektiti su "pali s neba", ali su pritom potekli od materijala izbačenog u sudaru meteorita i Zemljine površine. Poznati su tektiti moldaviti, australiti i drugi.